# Vilacheri
Vilacheri es una  ciudad censal situada en el distrito de Madurai en el estado de Tamil Nadu (India). Su población es de 7787 habitantes (2011). Se encuentra a 7 km de Madurai.

## Demografía
Según el censo de 2011 la población de Vilacheri era de 7787 habitantes, de los cuales 3865 eran hombres y 3922 eran mujeres. Vilacheri tiene una tasa media de alfabetización del 84,88%, superior a la media estatal del 80,09%: la alfabetización masculina es del 91,42%, y la alfabetización femenina del 78,56%.